# Norra Huggården
Norra Huggården är en ö i Åland (Finland). Den ligger i den nordöstra delen av landskapet, 40 km norr om huvudstaden Mariehamn.
Terrängen på Norra Huggården är mycket platt.